# هنري مورا خيمينيز
هنري مورا خيمينيز (بالإسبانية: Henry Mora Jiménez)‏ هو اقتصادي كوستاريكي، (ولد في كوستاريكا 1959  م).